# Route nationale 725
Die Route nationale 725, kurz N 725 oder RN 725, war eine französische Nationalstraße, die von 1933 bis 1973 zwischen einer Kreuzung mit der ehemaligen Nationalstraße 148bis östlich von Bressuire und Orval verlief. Ihre Länge betrug 239,5 Kilometer.